# Grundy Center
La ville américaine de Grundy Center est le siège du comté de Grundy, dans l’État de l’Iowa. Elle comptait 2 596 habitants lors du recensement de 2000.
On y trouve la Grundy Center High School.

## Source
- (en) Cet article est partiellement ou en totalité issu de l’article de Wikipédia en anglais intitulé « Grundy Center, Iowa » (voir la liste des auteurs).